# Oderen
Oderen là một xã ở tỉnh Haut-Rhin trong vùng Grand Est ở đông bắc Pháp. Xã này có diện tích 19,12 km², dân số năm 1999 là 1337 người. Khu vực này có độ cao 460 mét trên mực nước biển.